# Fournier (cràter marcià)
Fournier és un cràter d'impacte del planeta Mart situat al sud-oest del cràter Du Martheray, al nord-oest de Jarry-Desloges, al nord-est de Verlaine i a l'est d'Schroeter, a 4.3° nord i 72.6° est. L'impacte va causar un clavill de 118 quilòmetres de diàmetre. El nom va ser aprovat en 1973 per la Unió Astronòmica Internacional, en honor de l'astrònom francès Georges Fournier (1881-1954).